# بني القحم (جحانة)

تعديل مصدري - تعديل

بني القحم هي إحدى قرى عزلة حضر بمديرية جحانة التابعة لمحافظة صنعاء، بلغ تعداد سكانها 5000 نسمة حسب تعداد اليمن لعام 2004.